# دولنو گولمانتسی
دولنو گولمانتسی (به بلغاری: Dolno Golemantsi) یک منطقهٔ مسکونی در بلغارستان است که در شهرستان هاسکوفو واقع شده‌است.